# Perscheloribates fissuratus
Perscheloribates fissuratus är en kvalsterart som först beskrevs av Hammer 1961.  Perscheloribates fissuratus ingår i släktet Perscheloribates och familjen Scheloribatidae. Inga underarter finns listade i Catalogue of Life.